# Bisbat de Pistoia
El bisbat de Pistoia (italià: diocesi di Pistoia; llatí: Dioecesis Pistoriensis) és una seu de l'Església catòlica, sufragània de l'arquebisbat de Florència, que pertany a la regió eclesiàstica Toscana. El 2013 tenia 219.300 batejats d'un total 228.600 habitants. Actualment està regida pel bisbe Fausto Tardelli.

## Territori

Mapa de la diòcesi

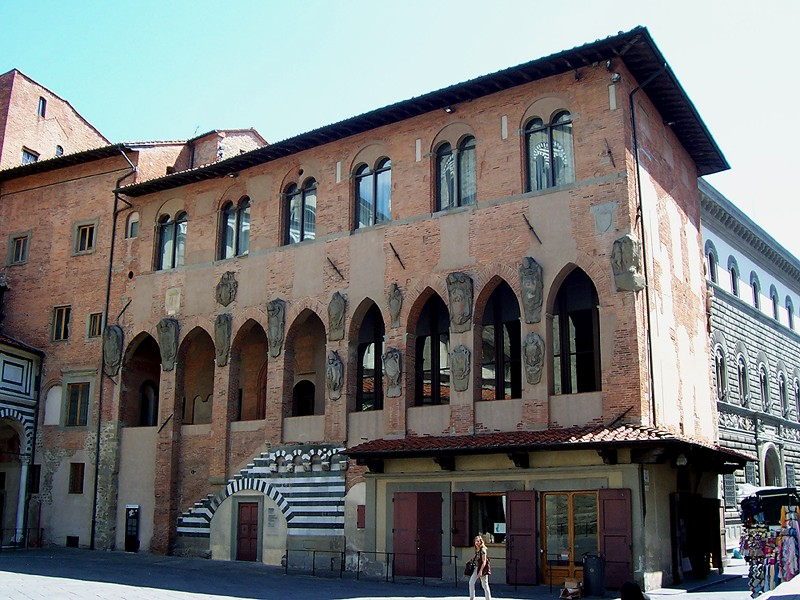
El palau episcopal de Pistoia.

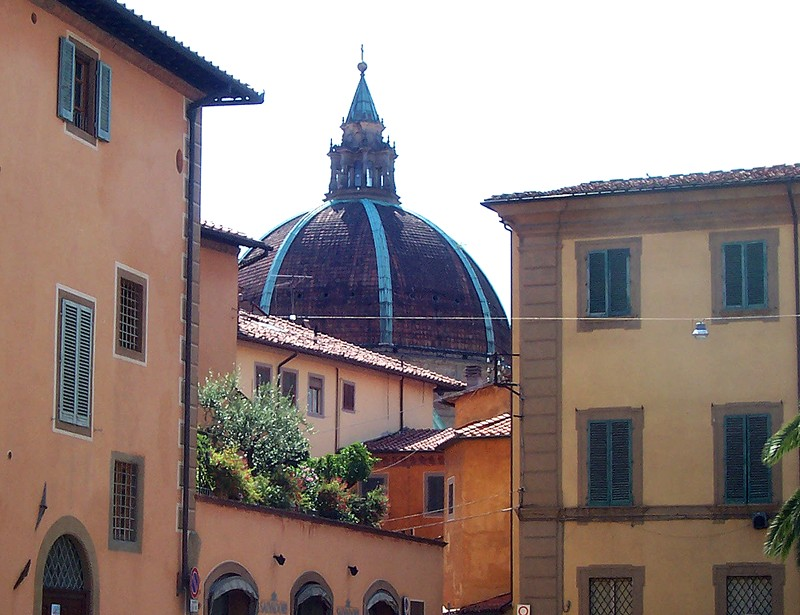
La cúpula de la basílica de la Madonna dell'Umiltà a Pistoia.

La diòcesi comprèn la província de Pistoia (llevat del territori subjecte a la diòcesi de Pescia i el municipi de Larciano), la part de Fossato, a Cangagallo, els municipis de Poggio a Caiano, Carmignano i Montemurlo, a la província de Prato, i els municipis de Capraia e Limite i Vinci, a la província de Florència.
La seu episcopal és la ciutat de Pistoia, on es troba la catedral de sant Zenó.
El territori s'estén sobre 821 km², i està dividit en 160 parròquies, agrupades en 10 vicariats.

## Història
La diòcesi va ser erigida probablement al segle v. No obstant això, segons la tradició, Sant Pere va enviar a la Toscana a sant Ròmul, el primer bisbe, que més tard va ser inclòs en la cronologia de Pistoia, així com en les de les esglésies de Fiesole i Volterra. Descobriments arqueològics recents ens permeten datar una presència cristiana segura a Pistoia durant el Baix Imperi Romà.
El primer document històric que esmenta a un bisbe de Pistoia, encara que anònim, és una carta del Papa Gelasi I del 492/496, on juntament amb altres bisbes, es descriu com «aetate vel honore longaevus». En una carta al Papa Pelagi I del 557 ens mostra els noms dels bisbes de Tuscia Annonaria, però sense la seu de pertinença: és probable que entre Massimiliano, Gerontius, Terenzio i Vitale també hi ha el bisbe de Pistoia.
Fins a finals del segle vii no hi ha hagut cap esment documental de la seu de Pistoia. Els historiadors locals han tractat d'omplir el buit «amb una sèrie de noms de bisbes més o menys imaginària, dels quals Restaldo (que realment existí, però al començament del segle xi),, Traccia o Traziano I, Teodato, Padetto, Nestorio o Nessorio II, Vigeseldo: tots noms ficticis, dels quals no hi ha cap document que pugui suffragarne alguna manera l'existència real.»
El silenci de les fonts (557-700), ha portat a alguns estudiosos (Chiappelli) a assumir una supressió temporal de la diòcesi i la seva incorporació a la veïna de Lucca. I és propi al bisbe d'aquesta ciutat que Giovanni, en 700, sol·licità la confirmació de la seva elecció. Giovanni és també el primer bisbe de Pistoia que es coneix el nom amb certesa.
El nombre de bisbes segurs de Pistoia es reprèn amb Guillerado a principis del segle ix. Segons l'historiador diocesà Sabatino Ferrali, els bisbes que la cronologia local informa pel segle viii són ficticis, aquests també s'inclouen per omplir un buit entre Giovanni I i Guillerado.
Durant l'edat mitjana, el bisbe de Pistoia va tenir un paper polític important al govern de la ciutat; en 1320 el bisbe Ermanno degli Anastasi va ser deposat pel Papa Joan XXII, acusat d'afavorir a la facció dels güelfs blancs.
El 10 de maig de 1419, es va convertir en diòcesi sufragània de l'arquebisbat de Florència, perdent així la seva secular submissió immediata a la Santa Seu.
En 1471 el bisbe Donato de Médicis va instituir el mont de pietat.
El 22 de setembre de 1653 amb la butlla Redemptoris nostri d'Innocenci X va ser erigida la diòcesi de Prato, amb territori separat de la diòcesi de Pistoia, Prato, que era al mateix temps va ser unida aeque principaliter.
El 1690 es va establir el seminari diocesà, posteriorment ampliat en 1720 i es va traslladar a un nou local el 1783.
El 19 de setembre de 1786 va ser inaugurat pel bisbe Scipione de'Ricci l'important sínode, que va acabar el 28 de setembre. En aquest sínode, el bisbe va promoure reformes basades en el jansenisme a la litúrgia, l'educació, la disciplina del clergat, la doctrina i va arribar a prohibir el culte al Sagrat Cor de Jesús. El sínode va llançar la diòcesi a la confusió, fins al punt que amenaçà un cisma a tota la Toscana. En 1790, durant l'absència del bisbe, els capítols de Pistoia i Prato van negar els decrets del sínode. Després d'un examen de sis anys, la butlla Auctorem Fidei del Papa Pius VI va condemnar 85 tesis aprovades pel Sínode, marcant 7 com a herètiques, i altres com "cismàtica, errònia, subversiva de la jerarquia eclesiàstica, falsa, temerària, capritxosa, insultar l'Església i seva autoritat, que porta al menyspreu dels sagraments i les pràctiques de la Santa Església, ofensives a la pietat dels fidels, que pertorba l'ordre de diverses esglésies, el ministeri eclesiàstic, la pau de les ànimes; que s'oposaven al decrets tridentins, ofenen la veneració deguda a la Mare de Déu, els drets dels Consells Generals". Després de la sentència el bisbe Ricci, qui en 1791 havia renunciat a la diòcesi, es va retractar de la seva tesi i es va sotmetre a l'autoritat del Papa.
El 25 de gener de 1954 el Papa Pius XII separà la diòcesi de Prato de la diòcesi de Pistoia amb la butlla Clerus populusque. En 1916 i en 1975 Pistoia cedí porcions de territori per a l'expansió de la diòcesi de Prato.

## Cronologia episcopal

### Bisbes de Pistoia
- Sant Ròmul †
- Anònim † (citat el 492/496)
- Anònim ? † (citat el 557)
- Restaldo I ? † (594 - finals d 600 ?)
- Nessorio ? † (623)
- Traccia ? † (626)
- Teodato ? † (641)
- Padetto ? † (668)
- Nestorio ? † (683)
- Vegesaldo ? † (698)[3]
- Giovanni I † (700 electe - finals de 716)
- Felice † (722)
- Teodosio † (730)
- Licinio † (754)
- Abbondio † (762)
- Giovanni II † (772)
- Benedetto † (786)[4]
- Guillerado † (inicis de 801 - finals de 812)
- Lamprendo † (citat el 826)
- Guasprando † (citat el 844)
- Oschisio † (inicis de 853 - finals de 871)
- Asterio † (citat el 904)
- Guido I † (inicis de 916 - vers 937)
- Uberto † (937 - ?)
- Raimbaldo † (citat el 940)
- Giovanni III † (inicis de 951 - 985)
- Antonino † (inicis de maig de 985 - finals de 1011)
- Guido II † (citat al de maig de 1012)
- Restaldo II † (1012 - finals de gener de 1023)
- Guido III † (inicis de 1025 - 1042)
- Martino † (1043 - finals d 1057)
  - Sede vacante
- Leone † (inicis de 1067 - 1085)
- Pietro Guidi, O.S.B.Vall. † (15 de gener de 1086 - 8 de gener de 1107 mort)
- Ildebrando Guidi, O.S.B.Vall. † (14 de novembre de 1107 - vers 1133 mort)
- Sant'Atto, O.S.B.Vall. † (inicis de desembre de 1133 - 21 de juny de 1153 mort)
- Tracio † (17 de febrer de 1154 - 1166)
- Rinaldo † (20 d'abril de 1167 - 5 de maig de 1189 mort)
- Buono † (1189 - 28 de gener de 1208 mort)
- Soffredo Soffredi I † (19 de novembre de 1208 - 14 de desembre de 1210 mort)
- Soffredo Soffredi II † (vers 1211 - 1222 ? renuncià)
- Tommaso † (1222 - vers 1222 mort)
- Graziano Berlinghieri † (7 d'abril de 1223 - 7 de gener de 1250 mort)
- Guidaloste Vergiolesi † (20 de juny de 1252 - 21 de febrer de 1286 mort)
- Tommaso Andrei † (9 de juny de 1286 - 29 de juliol de 1303 mort)
- Bartolòmino Giuntoncini Sigisbuldi † (2 de novembre de 1303 - 4 de desembre de 1307 nomenat bisbe de Foligno)
- Ermanno degli Anastasi † (4 de desembre de 1307 - 15 d'agost de 1321 mort)
- Baronto Ricciardi † (19 de febrer de 1322 - 1348 mort)

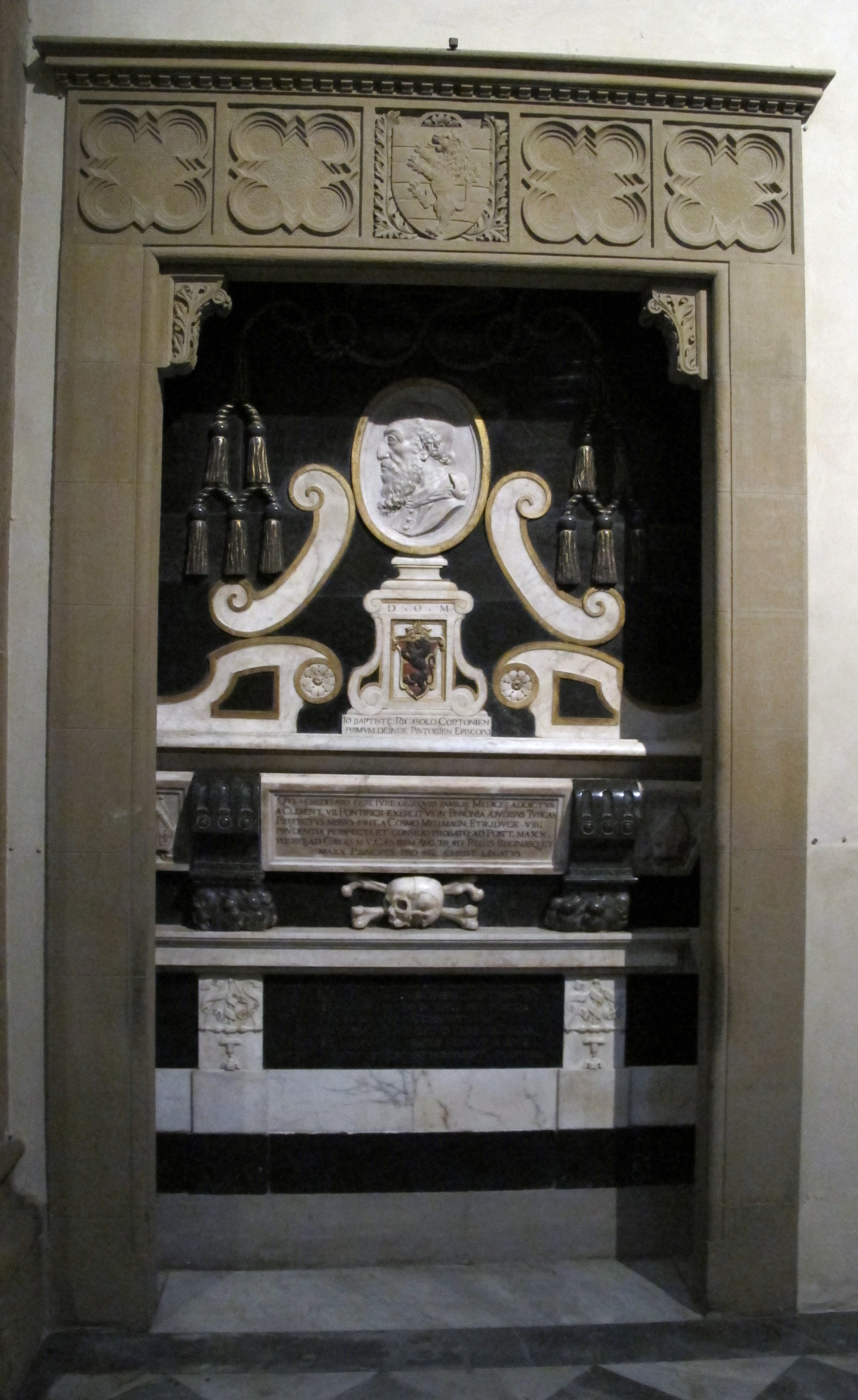
Tomba de Giovan Battista Ricasoli a la basílica de Santa Maria Novella a Florència

- Andrea Ciantori † (21 d'octubre de 1349 - 19 de setembre de 1356 mort)
- Remigio, O.S.A. † (26 d'abril de 1357 - 1370 renuncià)
- Giovanni Vivenzi, O.S.A. † (5 de juliol de 1370 - 1381 nomenat bisbe de Cervia)
- Beato Andrea Franchi, O.P. † (1381 - 1400 renuncià)
- Matteo Diamanti † (11 de març de 1400 - 12 de desembre de 1425 mort)
- Ubertino Albizi, O.P. † (15 de maig de 1426 - 1434 mort)
- Donato de' Medici † (22 de juny de 1436 - de desembre de 1474 mort)
- Niccolò Pandolfini † (23 de desembre de 1474 - 17 de setembre de 1518 mort)
- Lorenzo Pucci † (17 de setembre de 1518 - 5 de novembre de 1518 renuncià)
- Antonio Pucci † (5 de novembre de 1518 - 8 d'agost de 1541 renuncià)
- Roberto Pucci † (8 d'agost de 1541 - 7 de desembre de 1546 nomenat bisbe de Melfi e Rapolla)
- Francesco da Galliano † (16 de gener de 1547 - 10 de desembre de 1559 mort)
- Giovan Battista Ricasoli † (14 de febrer de 1560 - 21 de febrer de 1572 mort)
- Alessandro di Ottaviano de' Medici † (9 de març de 1573 - 15 de gener de 1574 nomenat arquebisbe de Florència, després elegit papa amb el nom de Lleó XI)
- Ludovico Antinori † (15 de gener de 1574 - 2 de desembre de 1575 nomenat arquebisbe de Pisa)
- Lattanzio Lattanzi † (2 de desembre de 1575 - 11 de desembre de 1587 mort)
- Ottavio Abbiosi † (11 de desembre de 1587 - abril de 1599 renuncià)
- Fulvio Passerini † (19 d'abril de 1599 - 11 de desembre de 1599 mort)
- Alessandro del Caccia † (3 de juliol de 1600 - 4 de setembre de 1649 mort)
- Francesco Nerli † (14 de febrer de 1650 - 16 de desembre de 1652 nomenat arquebisbe de Florència)

### Bisbes de Pistoia i Prato

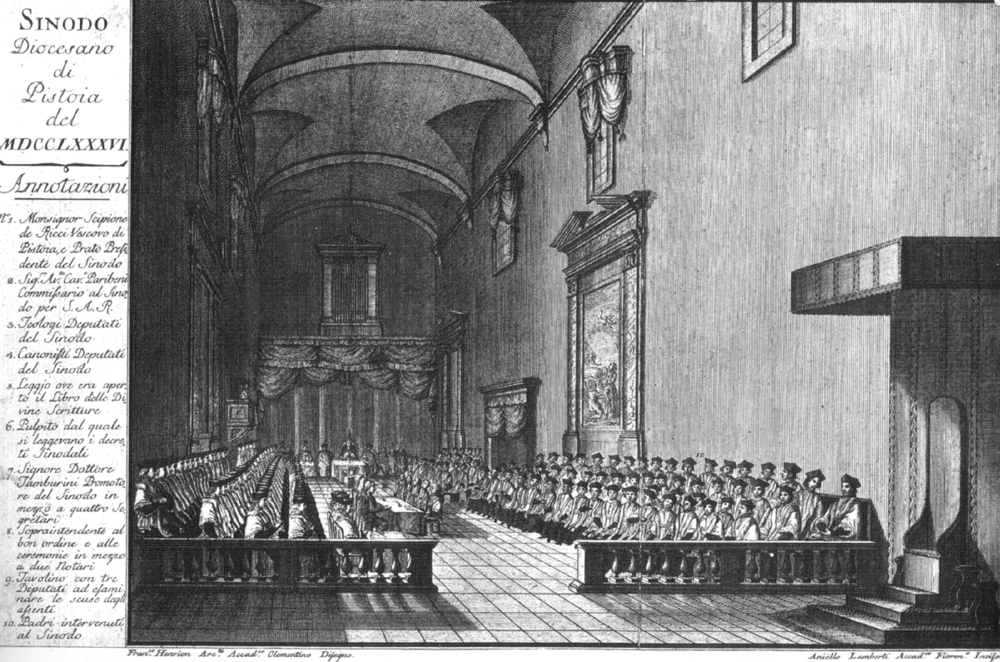
Sínode diocesà el 1786

- Giovanni Gerini † (22 de setembre de 1653 - 18 de maig de 1656 mort)
- Francesco Rinuccini † (28 d'agost de 1656 - 11 de març de 1678 mort)
- Gherardo Gherardi † (10 d'abril de 1679 - 16 de gener de 1690 mort)
- Leone Strozzi, O.S.B.Vall. † (10 de juliol de 1690 - 21 de juny de 1700 nomenat arquebisbe de Florència)
- Francesco Frosini † (24 de gener de 1701 - 2 d'octubre de 1702 nomenat arquebisbe de Pisa)
- Carlo Visdomini Cortigiani † (15 de gener de 1703 - 13 d'octubre de 1713 mort)
- Colombino Bassi, O.S.B.Vall. † (6 de maig de 1715 - 11 d'abril de 1732 mort)
- Federico Alamanni † (21 de juliol de 1732 - 30 de novembre de 1775 mort)
- Giuseppe Ippoliti † (15 d'abril de 1776 - 23 de març de 1780 mort)
- Scipione de'Ricci † (19 de juny de 1780 - 10 de juny de 1791 renuncià)
- Francesco Falchi Picchinesi † (19 de desembre de 1791 - 10 de febrer de 1803 mort)
- Francesco Toli † (28 de març de 1803 - 6 de juliol de 1833 mort)
- Angelo Maria Gilardoni † (23 de juny de 1834 - 24 de maig de 1835 mort)
  - Sede vacante (1835-1837)
- Giovan Battista Rossi † (2 d'octubre de 1837 - 16 de febrer de 1849 mort)
- Leone Niccolai, O.Cart. † (5 de novembre de 1849 - 13 de juliol de 1857 mort)
  - Sede vacante (1857-1867)
- Enrico Bindi † (27 de març de 1867 - 27 d'octubre de 1871 nomenat arquebisbe de Siena)
- Niccolò Sozzifanti † (27 d'octubre de 1871 - 1 de febrer de 1883 mort)
- Donato Velluti Zati di San Clemente † (15 de març de 1883 - 11 de març de 1885 renuncià i nomenat bisbe titular d'Oropo)
- Marcello Mazzanti † (27 de març de 1885 - 18 d'agost de 1908 mort)
- Andrea Sarti † (29 d'abril de 1909 - 7 de novembre de 1915 mort)
- Gabriele Vettori † (6 de desembre de 1915 - 6 de febrer de 1932 nomenat arquebisbe de Pisa)
- Giuseppe Debernardi † (13 de març de 1933 - 19 de setembre de 1953 mort)

### Bisbes de Pistoia
- Mario Longo Dorni † (24 d'abril de 1954 - 18 d'agost de 1985 mort)
- Simone Scatizzi † (27 de maig de 1981 - 4 de novembre de 2006 jubilat)
- Mansueto Bianchi (4 de novembre de 2006 - 5 d'abril de 2014 nomenat assistent ecclesiàstic general de l'Acció Catòlica Italiana)
- Fausto Tardelli, des del 8 d'octubre de 2014

## Estadístiques
A finals del 2013, la diòcesi tenia 219.300 batejats sobre una població de 228.600 persones, equivalent 95,9% del total.
| any                        | població | població | població | sacerdots | sacerdots       | sacerdots       | sacerdots             | diaques | religiosos | religiosos | parroquies |
| -------------------------- | -------- | -------- | -------- | --------- | --------------- | --------------- | --------------------- | ------- | ---------- | ---------- | ---------- |
| any                        | batejats | total    | %        | total     | clergat secular | clergat regular | batejats por sacerdot | diaques | homes      | dones      |            |
| diòcesi de Pistoia e Prato |          |          |          |           |                 |                 |                       |         |            |            |            |
| 1949                       | 262.103  | 262.403  | 99,9     | 378       | 289             | 89              | 693                   |         | 95         | 791        | 217        |
| diòcesi de Pistoia         |          |          |          |           |                 |                 |                       |         |            |            |            |
| 1970                       | 201.919  | 202.238  | 99,8     | 235       | 188             | 47              | 859                   |         | 67         | 549        | 172        |
| 1980                       | 204.221  | 204.965  | 99,6     | 193       | 157             | 36              | 1.058                 | 1       | 42         | 439        | 160        |
| 1990                       | 219.100  | 220.400  | 99,4     | 170       | 142             | 28              | 1.288                 | 4       | 30         | 349        | 158        |
| 1999                       | 212.885  | 213.685  | 99,6     | 173       | 141             | 32              | 1.230                 | 25      | 34         | 254        | 160        |
| 2000                       | 211.000  | 229.000  | 92,1     | 161       | 130             | 31              | 1.310                 | 24      | 33         | 275        | 160        |
| 2001                       | 215.000  | 236.111  | 91,1     | 160       | 131             | 29              | 1.343                 | 23      | 32         | 240        | 160        |
| 2002                       | 221.300  | 234.912  | 94,2     | 164       | 134             | 30              | 1.349                 | 23      | 32         | 227        | 160        |
| 2003                       | 207.861  | 220.861  | 94,1     | 165       | 135             | 30              | 1.259                 | 23      | 32         | 224        | 160        |
| 2004                       | 215.000  | 217.515  | 98,8     | 156       | 129             | 27              | 1.378                 | 23      | 27         | 227        | 161        |
| 2013                       | 219.300  | 228.600  | 95,9     | 119       | 97              | 22              | 1.842                 | 22      | 26         | 152        | 160        |